# João Batista da Silva (Fußballspieler)
João Batista da Silva, besser bekannt als Batista (* 8. März 1955 in Porto Alegre) ist ein ehemaliger brasilianischer Fußballspieler, der im defensiven Mittelfeld eingesetzt wurde.

## Nationalmannschaft
Batista gewann 38 Spiele mit der brasilianischen Nationalmannschaft zwischen April 1978 und Juni 1983. Er nahm an den Weltmeisterschaften 1978 in Argentinien und 1982 in Spanien teil.
Bei der WM 1978 nahm Batista an jedem Spiel der Seleção teil, wobei die Mannschaft kein Spiel verlor und nur drei Gegentore kassierte. Der Einzug ins Finale war durch ein umstrittenes 6:0 Argentiniens gegen Peru verhindert worden. 1982 gehörte er der Mannschaft an, die neben der brasilianischen Weltmeistermannschaft von 1970 als beste Seleção aller Zeiten gilt. Batista war allerdings nur noch Ersatzspieler. Im Spiel gegen Argentinien wurde er für Zico eingesetzt und erlangte dadurch Bekanntheit, dass ihm der frustrierte argentinische Jungstar Diego Maradona in den Bauch trat und dafür vom Platz gestellt wurde.
Für die WM 1986 wurde er von Nationaltrainer Telê Santana nicht mehr berücksichtigt.

## Erfolge
SC Internacional
- Staatsmeisterschaft von Rio Grande do Sul: 1975, 1976, 1978, 1981
- Campeonato Brasileiro de Futebol: 1975, 1976, 1979

Avaí
- Staatsmeisterschaft von Santa Catarina: 1988